# Keshia Chanté
Keshia Chanté Harper, nota solo come Keshia Chanté (Ottawa, 16 giugno 1988), è una cantante, personaggio televisivo e attrice canadese.Vincitrice e plurinominata ai Juno Awards, Chanté ha raggiunto la notorietà come cantante già durante l'adolescenza ed ha pubblicato il suo album di debutto a soli 15 anni. Nel corso della sua carriera ha pubblicato 4 album e svariati singoli, oltre ad ottenere una carriera di successo anche come personaggio televisivo grazie alla conduzione di programmi come 106 & Park e Big Brother. È inoltre nota per essere stata una grande fonte d'ispirazione musicale per il rapper Drake, con cui ha avuto una lunga relazione.

## Biografia e carriera

### Infanzia ed esordi
Cresciuta ad Ottawa in una famiglia dalle discendenze ispaniche e africane, Keshia Chanté ha iniziato ad esibirsi in pubblico all'età di 6 anni, ottenendo una certa attenzione per una cover del brano Dear Mama di Tupac Shakur. Le sue esibizioni in vari show locali attirarono le attenzioni di un DJ che, nel 2002, inviò un suo video alla Sony Music Canada, che nel 2003 decise di metterla sotto contratto con la finalità di distribuire la sua musica esclusivamente su territorio canadese. Nello stesso anno Chanté debutta con il singolo Shock (The Answer), a cui fa seguito nello stesso anno Unpredictable. Entrambi i brani ottengono successo radiofonico e il secondo viene certificato oro. Nel frattempo Chanté porta avanti il suo percorso scolastico alla stregua di qualsiasi altro adolescente.

### 2004-2007: Keshia Chanté, 2 U
Nel 2004 Chantè pubblica ulteriori singoli che ottengono un notevole successo commerciale, Bad Boy e Does He Love Me in duetto con Foxy Brown, che confermano il grande interesse delle radio urban canadesi nei suoi confronti. Questo successo le permette di ottenere svariate nomination durante i Canadian Urban Music Awards e di vincere nella categoria Best Rising Artist. In questo periodo l'artista pubblica il suo album di debutto eponimo. L'artista viene notata dal presidente di BET Stephen Hill, che inserisce il video di Bad Boy nella rotazione della sua trasmissione televisiva, esportando dunque la musica di Chanté anche in USA. Nei mesi successivi la cantante si esibisce con l'inno nazionale canadese durante la finale del principale campionato di football canadese.
Nel 2005 Chanté apre le date canadesi del tour delle Destiny's Child Destiny Fulfilled... And Lovin' It, venendo anche inclusa del DVD ufficiale della tournée. Nei mesi successivi ricomincia pubblicare singoli per la promozione del suo secondo album, 2U, che verrà invece pubblicato il 5 dicembre 2006. In questa fase l'artista ha modo di promuovere anche in USA eseguendo alcuni concerti in partnership con Teen Vogue e Seventeen apparendo nel video musicale di Shortie Like Mine di Chris Brown e Bow Wow. Il 6 dicembre 2005 MTV Canada trasmette lo speciale The Diary of Keshia Chante, incentrato sul processo di creazione del suo secondo album. Nel 2007, in previsione del suo ultimo anno di scuola, Chanté annuncia una pausa dal mondo dello spettacolo.

### 2009-2015: debutto come attrice, Night & Day, 106 & Park
Conclusa la sua pausa, Keshia Chanté ritorna dapprima come attrice interpretando il ruolo della protagonista nella serie televisiva canadese Soul. Nel 2010, dopo aver lasciato la Sony e aver firmato un contratto con Universal Music Group, Chanté inizia a pubblicare dei nuovi singoli che portano, nel 2011, alla pubblicazione del suo terzo album Night & Day. Anche questa volta i singoli lanciati dall'artista ottengono un ottimo riscontro a livello radiofonico in Canada, e in particolare Table Dancer riesce a raggiungere la top 10 anche nelle classifiche di Billboard relative al mercato giapponese. Nello stesso anno inizia ad avere le sue prime esperienze come personaggio televisivo nella TV canadese.
Nel 2012 Chanté viene annunciata come nuova conduttrice, insieme al rapper Bow Wow, del noto show televisivo statunitense 106 & Park: ciò la rende la prima persona canadese ad aver mai rivestito questo ruolo. Alternandosi e affiancando di tanto in tanto varie altre celebrità in qualità di guest host, tra cui il conduttore storico del programma Terrence Jenkins e la modella Naomi Campbell, Chanté resta al timone del programma fino al 2015, avendo dunque modo di intervistare innumerevoli esponenti della musica hip-hop e R&B americana. Proprio durante la trasmissione, la superstar globale Drake ha dichiarato per la prima volta in pubblico che Keshia Chanté è stata la sua principale fonte d'ispirazione durante una lunga parte della sua carriera.

### 2016-presente: Unbound, altre esperienze televisive
Conclusa la sua permanenza presso 106 & Park, Chanté ritorna a pubblicare musica dando inizio al progetto Unbound. Il progetto, costituito dall'EP del 2017 Unbound 01 e dall'album del 2018 Unbound 02, viene prodotto in maniera completamente indipendente dall'artista. Nello stesso periodo le viene offerto il ruolo di Aaliyah in un biopic prodotto da Lifetime, ma rifiuta dopo aver scoperto che la madre della compianta artista era contraria alla realizzazione del progetto. Nel frattempo l'artista non interrompe l'attività televisiva: dal 2018 è inviata di Entertainment Tonight Canada, e a partire dal 2019 conduce svariate trasmissioni sia in patria che in USA, tra cui Big Brother (versione statunitense de Grande Fratello). Nel 2020 collabora con l'atleta e cantante DeSean Jackson nel singolo Girlfriend.

## Stile e influenze musicali

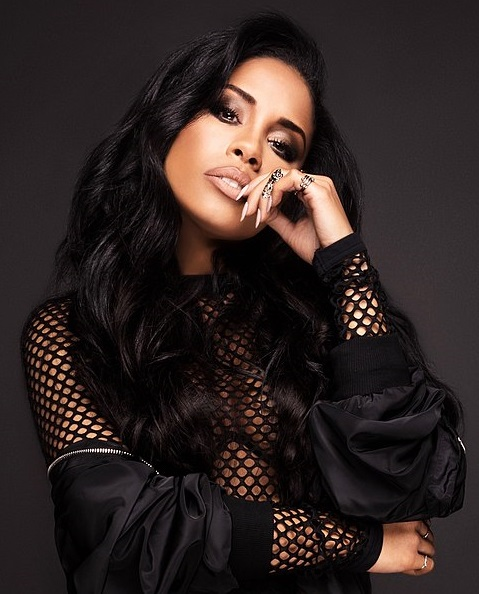
Keshia Chanté nel 2016

Chanté cita Aaliyah, Beyoncé. Brandy e Tupac Shakur come sue principali influenze musicali. Fin dal suo esordio, la critica ha sottolineato le sue ottime qualità vocali e il suo grande carisma, affermando che fossero queste le ragioni di un successo così precoce.

## Vita privata
Durante l'adolescenza, Keshia Chanté è stata la prima fidanzata di Drake, il quale si riferisce a lei in molti suoi brani con lo pseudonimo di Keke o Kiki. Nel 2010 ha invece intrapreso una relazione con il giocatore di hockey Ray Emery, la quale è durata 7 anni. Nel 2017 Chanté ha denunciato l'allora compagno per violenza domestica. I due sono successivamente arrivati ad un accordo privato, e Chanté ha dichiarato pubblicamente di aver perdonato l'aggressione e di provare principalmente sentimenti positivi per l'ex compagno.

## Discografia
Album studio
- 2004 - Keshia Chanté
- 2006 - 2U
- 2011 - Night & Day
- 2018 - Unbound 02

### EP
- 2017 - Unbound 01

Singoli
- 2003 - Shock (The Answer)
- 2003 - Unpredictable
- 2004 - Bad Boy
- 2004 - Does He Love Me? (feat. Foxy Brown)
- 2004 - Let the Music Take You
- 2005 - Come Fly with Me
- 2006 - Ring the Alarm
- 2006 - Been Gone
- 2006 - 2U
- 2007 - Fallen (feat. Freeway)
- 2010 - Table Dancer
- 2011 - Set U Free
- 2011 - Shooting Star
- 2011 - Edit. Cut & Delete U
- 2012 - I Miss U

## Programmi televisivi
- 2012 - Top Chef Canada – giudice
- 2012 - Match Game – ospite in 5 episodi
- 2012/2013 - The Next Star – giudice
- 2013/2015 - 106 & Park – conduttrice
- 2014/2015 - Bet Awards Pre Show – conduttrice
- 2014 - Bet Awards – conduttrice
- 2014 - Bet Hip-Hop Awards – conduttrice
- 2014 - BET: Notarized – conduttrice
- 2015 - 106 & Party: New Year's Eve – conduttrice
- 2016-presente - ET Canada – Inviata
- 2019 - The World's Best – giudice
- 2020/2021 - Big Brother – conduttrice

## Filmografia
- Da Think In My Hair – serie TV, 1 episodio (2007)
- Soul – Serie TV, 6 episodi, protagonista (2009)
- Sunshine Sketches of a Little Town – Film TV (2012)
- Jann – serie TV, 2 episodi (2020)
- Private Eyes – serie TV, 3 episodi (2020)

## Doppiatrici italiane
Nelle versioni in italiano delle opere in cui ha recitato, Keshia Chanté è stata doppiata da:
- Rachele Paolelli in Private Eyes (ep. 5x01)
- Beatrice Margiotti in Private Eyes (ep. 5x01)